# Godwine
Godwine var en av flera engelska myntmästare i Sigtuna och verkade där på 990-talet. Namnet Godwine finns även på frånsidorna av norska och danska mynt från samma tid. Det kan röra sig om samma person. Godwine-mynten från Norge är de som mest liknar de engelska originalen. De svenska mynten är starkt förgrovade (barbariserade). De är större och förekommer i varierande utformningar och storlekar.